# Trenka Csaba Gábor
Trenka Csaba Gábor (Szeged, 1959. december 8. –) író, forgatókönyvíró.

## Pályája
Szülővárosában 1978-ban érettségizett a Ságvári Endre Gyakorló Gimnáziumban. Az Eötvös Loránd Tudományegyetemen végzett magyar-történelem szakon. Dolgozott a filmgyártásban rendező-asszisztensként, szerkesztőként és forgatókönyvíróként. Első regénye 1990-ben jelent meg.

## Művei
- Egyenlítői Magyar Afrika (Polygon, 1990; második kiadás: Agave, 2010) – sci-fi, alternatív történelmi regény
- Szaurusztánc (Kornétás, 1995; második kiadás: Syllabux Kiadó, 2015) – regény
- Galaktikus pornográfia. Birodalmi és aulikus novellák; Filum–Sheliak Kft., Bp., 2002
- Place Rimbaud (Syllabux, 2013) – alternatív történelmi regény
- Érinthetetlenek (Syllabux, 2013-2014) – regény
- Kisvárda sejkje (in: 2045. Harminc év múlva. SF-antológia, Ad Astra Kiadó, 2015) – elbeszélés
- La Grande Image (Syllabux, 2017) – alternatív történelmi regény

### Forgatókönyv
- Sweet Sixteen, a hazudós (2010)[1]